# 北厝镇
北厝镇是中国福建省福州市平潭县下辖的一个镇。
2021年4月，撤销北厝镇、敖东镇，设立金井镇。

## 行政区划
北厝镇共辖19个行政村，分别是：
湖西村、北洋村、厝祥村、澳尾村、务里村、跨海村、先建村、红山村、红湖村、北厝村、庄上村、娘宫村、芦山村、山利村、天山村、大厝基村、美楼村、湖南村和吉钓村。